# Лесной договор
«Лесной договор» (укр. Лісовий договір) — советский рисованный мультфильм 1937 года режиссёров Евгения Горбача и Ипполита Лазарчука, созданный на киностудии «Украинфильм».

## Сюжет
Лесные обитатели, Ёж, Заяц и Белка, решают заключить между собой мирный договор. Однако их договор подписывает и коварная Лиса. Заяц, увлечённый «мирными» заявлениями Лисы, становится небрежным и не слушает предостережений мудрого Ежа. В конечном итоге, благодаря дружным усилиям всех зверей, они спасают Зайца от опасности, представленной хитрой Лисой.

## Создатели
- Режиссёры: Ипполит Лазарчук, Евгений Горбач
- Сценарист: Н. Алексеев
- Художники: В. Кузнецов, П. Артёменко
- Аниматоры: Дмитрий Белов, В. Сингалевич, И. Клебанов, С. Николаева, И. Пашкевич
- Оператор: А. Лойко
- Композиторы: К. Менгельберг, А. Зноско-Боровский
- Звукорежиссёры: Г. Григорьев, А. Прахов
- Текст песен: И. Гончаренко